# Lakedaimoniergräber

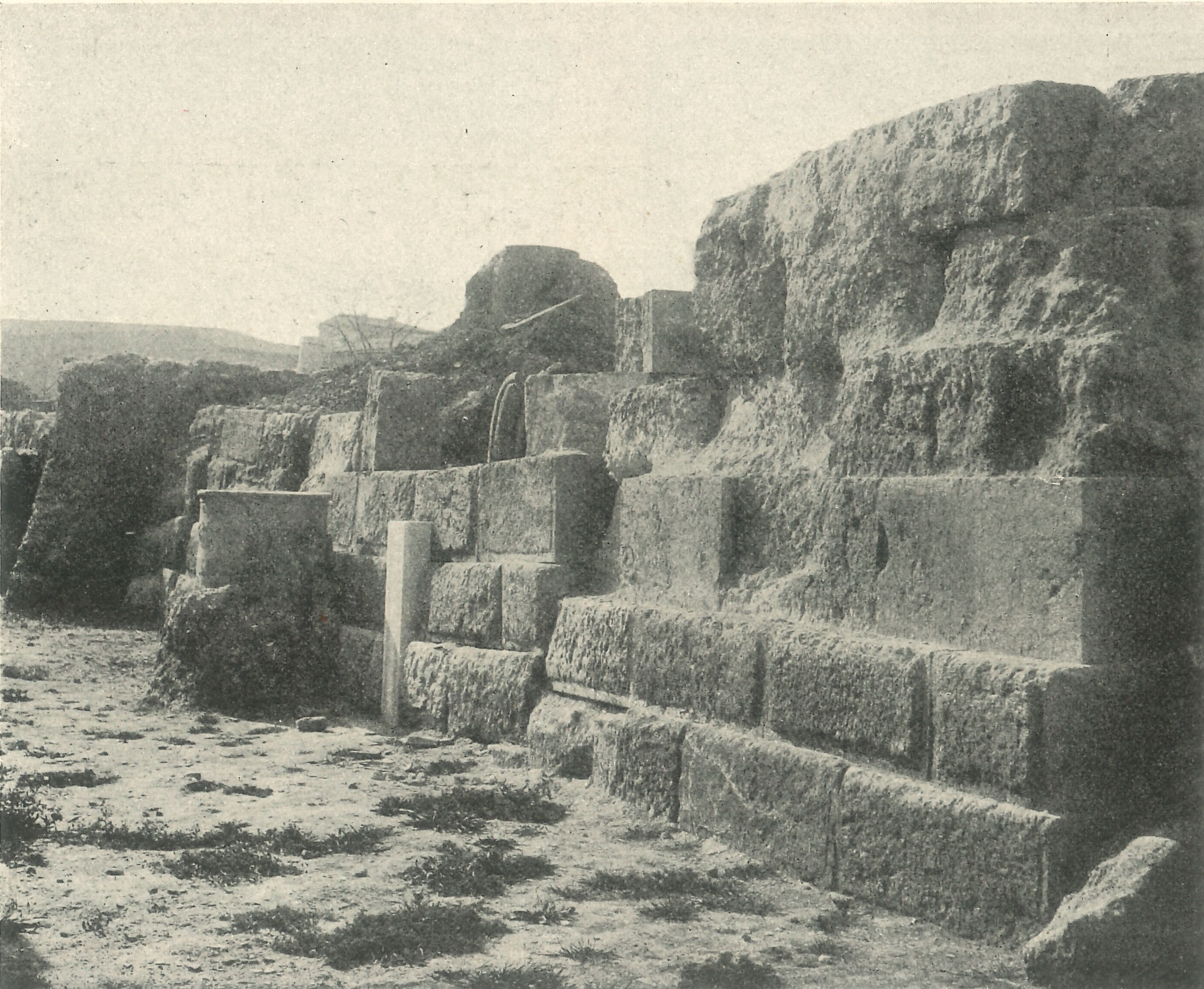
Frontseite der Lakedaimoniergräber, Grabungsfoto von 1914/1915

Die Lakedaimoniergräber sind ein monumentaler Grabbau auf dem Kerameikos, dem bedeutendsten Friedhof vor den Toren des antiken Athen. Benannt sind sie nach der antiken Bezeichnung Lakedaimonier für die Bewohner Spartas. Der Grabbau befindet sich im Norden des heutigen Ausgrabungsgeländes auf der Südseite der antiken Kerameikos-Straße, die vom Stadtgebiet nach Nordwesten zur sogenannten Akademie führte. Es handelt sich um einen langgestreckten flachen Bau aus Steinquadern mit einer Gesamtbreite von etwa 24 Metern.
Die Lakedaimoniergräber werden allgemein als Grabbau für die Gefallenen des spartanischen Heers angesehen, das im athenischen Bürgerkrieg der Jahre 404/403 v. Chr. auf der Seite der „Dreißig Tyrannen“ kämpfte. Der antike Schriftsteller Xenophon beschreibt in diesem Zusammenhang in seinem Geschichtswerk ein Gefecht gegen die demokratische Partei im Piräus. Die dabei ums Leben gekommenen Spartaner werden seit dem Fund einer entsprechenden Grabinschrift mit den Bestattungen in den Lakedaimoniergräbern identifiziert.
Damit handelt es sich um eine von wenigen antiken Grabstätten, bei denen ein archäologischer Befund sowohl mit einem inschriftlichen Zeugnis als auch einer zeitgenössischen Schriftquelle verknüpft werden kann. Gleichzeitig sind die dort gemachten Funde wissenschaftlich von besonderer Relevanz, da es einerseits nur wenige bekannte spartanische Gräber und andererseits nur wenige Funde lakonischer (spartanischer) Keramik im rotfigurigen Stil gibt. Zudem lassen sich die Keramik-, aber auch die Waffenfunde der Lakedaimoniergräber durch die Verbindung zu historisch belegten Kampfhandlungen aufs Jahr genau datieren und verbessern damit auch die Datierungsmöglichkeiten stilistisch ähnlicher Objekte aus anderen Grabungen.

## Geschichtlicher Zusammenhang

### Die Staatsgräberstraße im Kerameikos

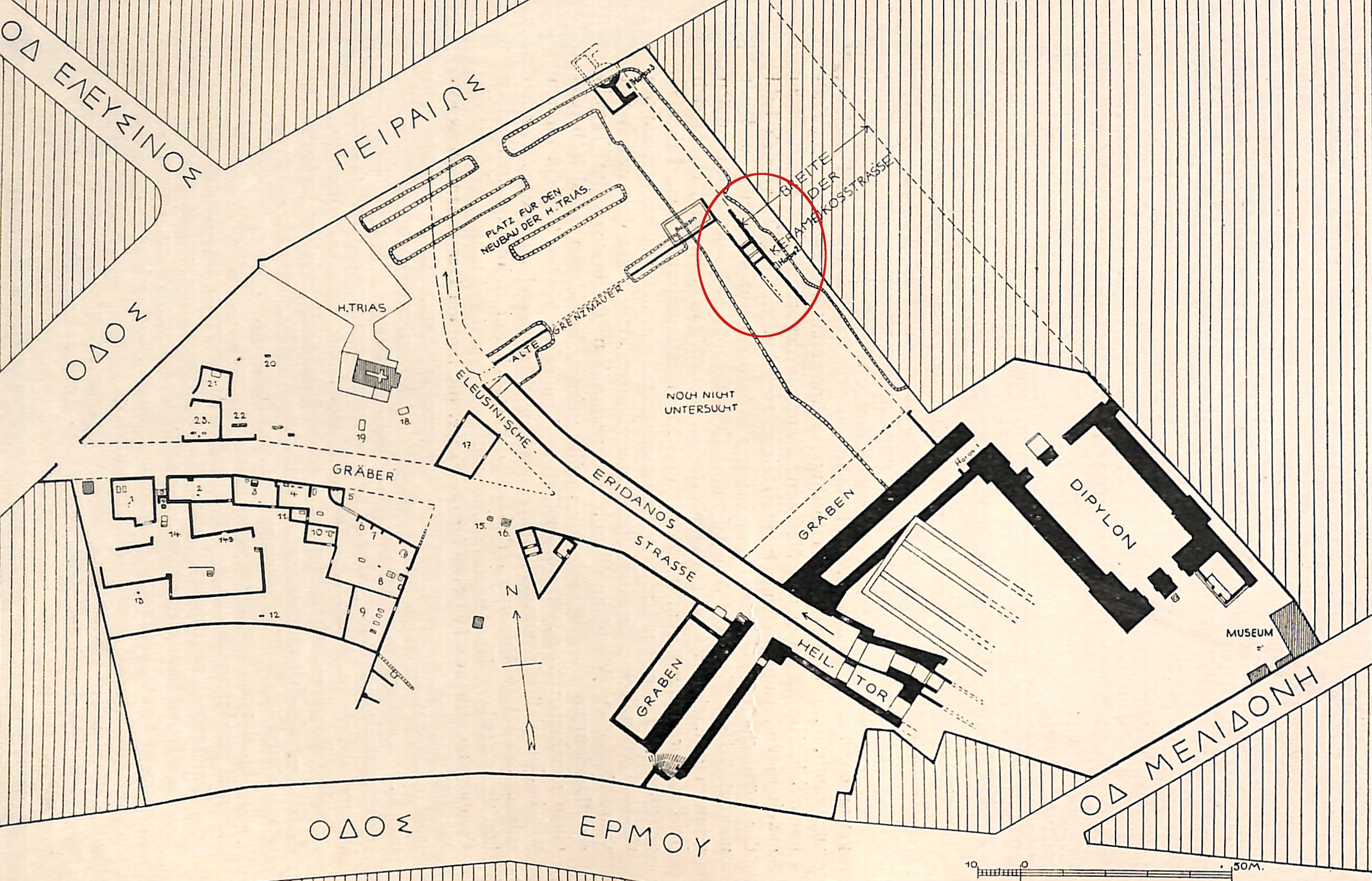
Ausgrabungsplan des Kerameikos-Areals nach den ersten Ausgrabungen des Deutschen Archäologischen Instituts 1914/1915; im Bereich des dunkelroten Kreises befinden sich die Lakedaimoniergräber

Die Lakedaimoniergräber befinden sich am Rand der Kerameikos-Straße, die vom Dipylon, einem Stadttor im Nordwesten des antiken Athen, zur „Akademie“ führte. Dieser heilige Hain wurde später namensgebend für Platons Akademie und die heutigen Akademien. Die Straße zur Akademie entwickelte sich ab dem 6. Jahrhundert v. Chr. zu einer wichtigen Straße für die Prozessionen und Kulte der athenischen Bürgerschaft. In der frühen klassischen Epoche, ab der Einrichtung der athenischen Demokratie Ende des 6. Jahrhunderts v. Chr., wurde sie außerdem für die neu aufgekommenen Staatsbegräbnisse der Athener vorgesehen. Um die Identifikation der Bürger mit dem Stadtstaat zu verstärken, hatte man in dieser Zeit die zuvor üblichen prunkvollen und ausufernden Privatbegräbnisse eingeschränkt und staatliche Bestattungsrituale durchgesetzt. Unter anderem wurden auf der Kerameikosstraße jeden Winter großangelegte Begräbnisfeiern, sogenannte Epitaphien, für alle gefallenen athenischen Soldaten abgehalten; ihre Asche wurde dann in einem gemeinsamen Grabmal beigesetzt, das als Demosion Sema bezeichnet wurde. Bei einer solchen Gelegenheit wurde beispielsweise die Gefallenenrede des Perikles gehalten. Wegen dieser gestiegenen Bedeutung wurde die Straße im späten 5. Jahrhundert v. Chr. auf eine Breite von etwa 40 Metern ausgebaut. Noch im 2. Jahrhundert n. Chr. beschrieb der Reiseschriftsteller Pausanias die Anlage ausführlich, auch wenn zu diesem Zeitpunkt einige der Gräber bereits beraubt und/oder zugeschüttet waren.
Die Krieger waren in den Staatsgräbern nach Phyle geordnet bestattet; ihre Namen wurden auf einfachen Stelen genannt. Herausragende Feldherren und Staatsmänner wie Perikles, Kleisthenes, Harmodios und Aristogeiton konnten jedoch nach Beschluss der Volksversammlung eigene Grabbauten auf dem Weg zur Akademie erhalten. Von diesen Bauten und auch vom Demosion Sema sind keine eindeutigen archäologischen Befunde entdeckt worden. Nur zwei Bauten, die als Staatsgräber angesehen werden können, wurden bisher nennenswert freigelegt und intensiver untersucht: die Lakedaimoniergräber und der Rundbau beim dritten Horos.

### Schlacht am Piräus 403 v.Chr.
Die konkrete Interpretation und Benennung der Lakedaimoniergräber basiert auf der daneben gefundenen Inschrift. Die zwei darauf erhaltenen Namen sind aus dem Geschichtswerk des athenischen Schriftstellers Xenophon, der Hellenika, für das Jahr 403 v. Chr. belegt.
Die dort geschilderte Episode steht im Zusammenhang mit der Niederlage Athens gegen Sparta im Peloponnesischen Krieg (431–404 v. Chr.). Im Anschluss an diese langjährige Auseinandersetzung herrschte mit Unterstützung der Siegermacht Sparta eine Gruppe von Oligarchen über Athen, die „Dreißig Tyrannen“. Daraufhin brach ein Bürgerkrieg zwischen der demokratischen Partei der Stadt und den Oligarchen aus. Der demokratische Politiker Thrasybulos kehrte aus seinem Exil zurück und zog mit Truppen in Richtung der Stadt Athen. Nach kurzer Zeit mussten sich die „dreißig Tyrannen“ nach Eleusis zurückziehen, überließen die Macht in Athen jedoch einer Gruppe von dreitausend ihnen loyal gesinnten Bürgern. Diese baten nun gemeinsam mit den dreißig Oligarchen die Spartaner um militärische Hilfe, woraufhin diese Lysander und Libys mit Truppen nach Athen schickten. Pausanias, einer der beiden spartanischen Könige, zog jedoch ebenfalls mit einem eigenen Heer nach Attika, da er eine zu große Machtkonzentration in Lysanders Händen befürchtete.
Als seine Soldaten im Mai in der Nähe des Athener Hafens Piräus das Gelände erkundeten, kam es am Fuß des Hügels Munychia zu einem Handgemenge mit einigen Demokraten, die schließlich fliehen mussten und sich in das Theater des Piräus zurückzogen. Dort befanden sich gerade weitere demokratische Soldaten.
Xenophon schildert die nun eintretende Situation folgendermaßen: „Die leichten Truppen [der Demokraten] rannten sofort hinaus [aus dem Theater] und schleuderten Speere, Wurfspieße, Pfeile und Steine. Die Lakedaimonier, unter denen es eine Menge Verwundete gab, wichen arg bedrängt Schritt für Schritt zurück, aber die Gegner setzten ihnen gleichzeitig umso härter zu. Da fielen Chairon und Thibrachos, beides Polemarchen, und Lakrates, der Sieger in den Olympischen Spielen, sowie andere Lakedaimonier, welche alle vor den Stadttoren auf dem Kerameikos bestattet liegen. Als Thrasybulos die Lage sah, kam er zu Hilfe mit dem Rest seiner Hopliten, die sich in aller Eile vor Halai zum Kampf ordneten …“
Nach dieser für ihn gefährlichen militärischen Auseinandersetzung gelang es König Pausanias jedoch rasch, die beiden Parteien der Athener Bürgerschaft zu Gesprächen zu bewegen. Die Verhandlungen fanden unter Pausanias’ Kontrolle statt und endeten im Herbst des Jahres 403 v. Chr. mit der Einsetzung einer gemäßigten demokratischen Regierung in Athen.

### Historische Einordnung der Gräber
Die spartanischen Gefallenen dieser Schlacht am Theater des Piräus lassen sich mit den Toten in den Lakedaimoniergräbern identifizieren. Sicher ist das aufgrund ihrer Nennung in der Grabinschrift bei Chairon und Thibrachos, die im Jahr 403 v. Chr. zu den sechs Polemarchen Spartas gehörten, also jeweils eine Abteilung des Heeres befehligten.
Der andere von Xenophon namentlich erwähnte Lakedaimonier ist Lakrates, der einen Wettkampf bei den Olympischen Spielen gewonnen hatte. Olympiasieger waren in der griechischen Antike allgemein äußerst angesehen und hatten im spartanischen Heer die Aufgabe, den König als Leibwache zu beschützen. Ob auch Lakrates im selben Grabkomplex bestattet ist, hängt unter anderem von der Ergänzung der unvollständig erhaltenen Inschrift ab (siehe unten im Kapitel Grabinschrift). Die Lakedaimoniergräber stellen die einzige überhaupt bekannte Grablege von Spartanern dar, die sich in die klassische Epoche datieren lässt.

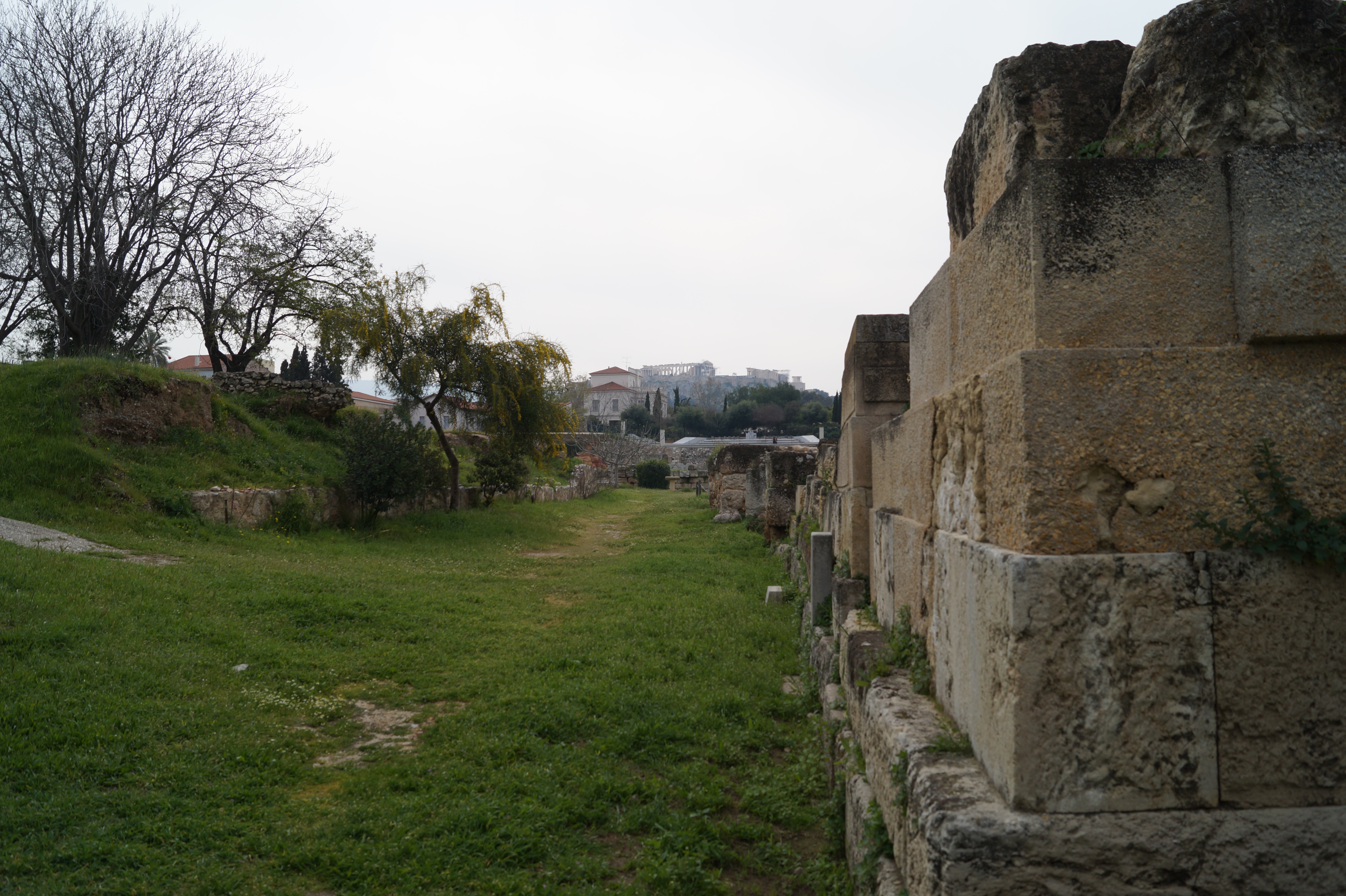
Heutiger Zustand der stark verschmälerten Kerameikosstraße: Blick von den Lakedaimoniergräbern (im Vordergrund der zentrale Kernbau) in Richtung der Stadtmauerreste; im Hintergrund ist die Akropolis zu erkennen

Dass die Spartaner ein Staatsgrab direkt vor den Toren Athens erhielten, ist darin begründet, dass sie in der konkreten Kriegssituation die Verbündete der athenischen Führungsschicht waren. Seit dem 6. Jahrhundert v. Chr. wurde es im spartanischen Heer üblich, die Gefallenen nicht mehr in Einzelgräbern in der Heimatstadt, sondern im direkten Umfeld ihres Todesortes in Gruppengräbern, den Polyandria, beizusetzen. Da im vorangegangenen Peloponnesischen Krieg das Areal vor den Stadtmauern Athens verwüstet worden war, war nun an einer solch prominenten Stelle der Platz frei, die Lakedaimoniergräber zu errichten.
Zudem dürfte die unmittelbare Nähe zur Stadtmauer in den Bürgerkriegsmonaten des Jahres 403 v. Chr. den Schutz der Bauarbeiten und der Bestattungszeremonien vor möglichen feindlichen Angriffen erleichtert haben. Die Bestattung muss innerhalb weniger Tage stattgefunden haben, da die Leichen sich im Mai aufgrund der Temperaturen kaum länger konservieren ließen. Es ist davon auszugehen, dass König Pausanias bei der Beisetzung seiner Generäle und seines Leibwächters anwesend war, zumal dieses Ereignis eine willkommene Möglichkeit war, der athenischen Bevölkerung spartanische Tugenden und Tapferkeit vor Augen zu führen. Bis zum Ende der oligarchischen Herrschaft im Herbst muss das Grabmal der Spartaner fertiggestellt gewesen sein, da anschließend die demokratische Partei die Macht in Athen übernahm.
Dennoch blieben die Lakedaimoniergräber auch in der kommenden Zeit erhalten. Der Redner Lysias verweist in seinem Epitaphios, seiner Grabrede für die gefallenen Athener des Jahres 394 v. Chr., auf die Tapferkeit ihrer Landsleute, die wenige Jahre zuvor beim Piräus den Spartanern standgehalten hatten. Anschließend fährt er fort: „Dennoch erschraken sie nicht vor der Menge ihrer Gegner, sondern setzten ihr Leben aufs Spiel und errichteten ein Siegesdenkmal über ihre Feinde. Zeugen ihrer Tapferkeit sind für sie die nahe diesem Erinnerungsort (μνῆμα) gelegenen Gräber der Lakedaimonier.“ Diese Passage verdeutlicht, dass die Athener es später als Zeichen ihres besonderen Edelmuts präsentierten, dass sie die Gräber der besiegten Feinde direkt vor ihrer Stadtmauer in Ehren hielten und nicht etwa zerstörten. Die Vokabel „μνῆμα“ lässt sich im Übrigen sowohl mit „Grabmal“ als auch mit „Denkmal“ übersetzen. Daher ist in der Forschung umstritten, ob Lysias mit „diesem“ μνῆμα, das ihm zufolge nahe der Lakedaimoniergräber gelegen habe, das Siegesdenkmal der athenischen Demokraten anlässlich des Sieges von 403 v. Chr. meint, das er im Satz zuvor erwähnt hat, oder ob er sich auf das Grabmal der Kriegsgefallenen von 394 v. Chr. bezieht, vor dem er gestanden haben dürfte, als er die Rede hielt.

## Baubeschreibung
Von oben betrachtet weisen die Lakedaimoniergräber die Form eines langgezogenen Rechtecks auf, dessen vordere Breitseite direkt an die Straße heranreicht. Der Bau hat eine Tiefe von 3,77 Metern (12 attische Fuß) und eine Breite von insgesamt etwa 24 Metern. Er ist durch Innenmauern in mehrere Abschnitte gegliedert, deren Baugeschichte sehr komplex ist.
Zwei ältere Kernbauten wurden anscheinend durch verschiedene Verbindungs- und Erweiterungsbauten zu dem heute wieder sichtbaren Gesamtkomplex zusammengefügt. Die genauere Chronologie dieser Baumaßnahmen ist aber weitgehend unklar.

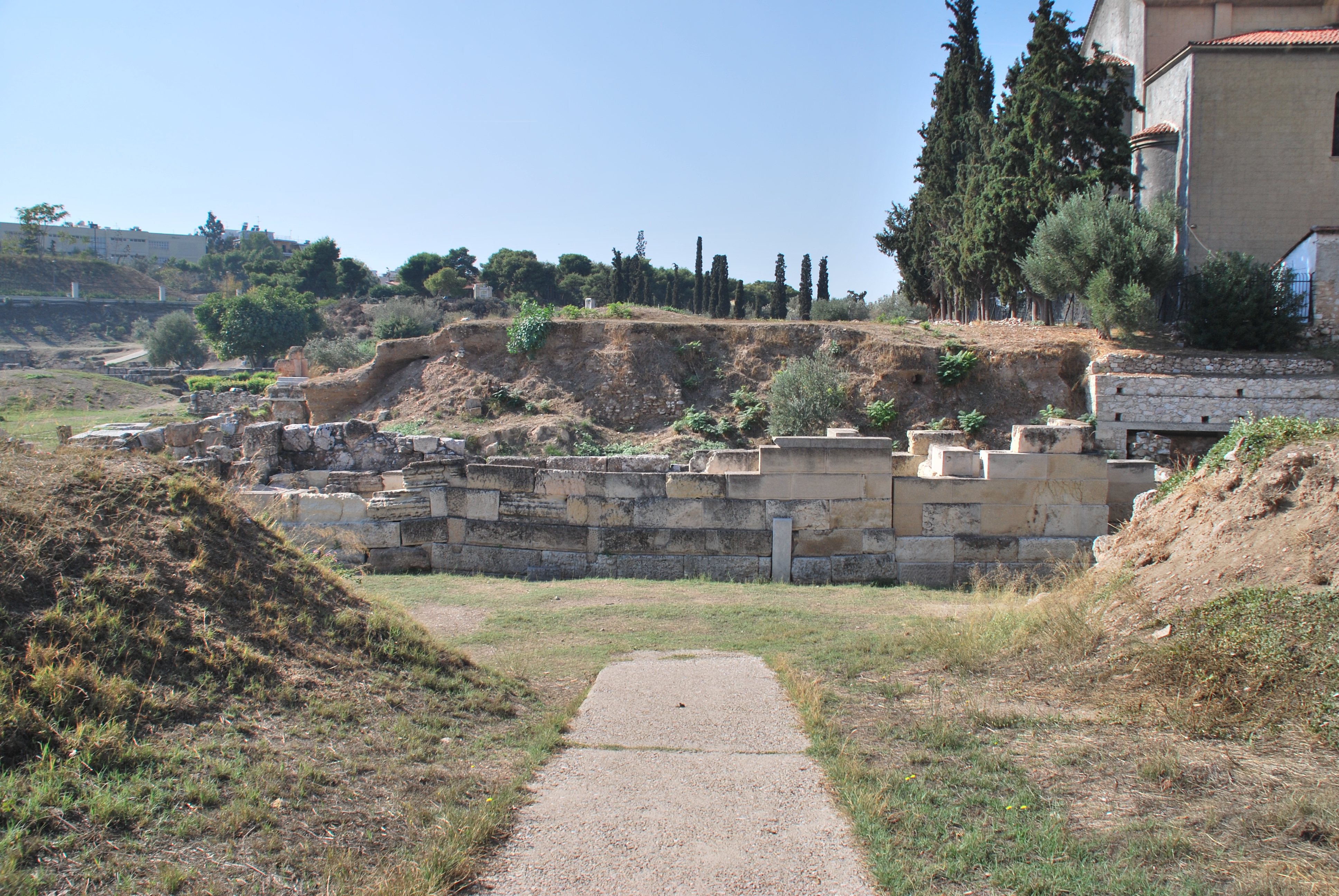
Ansicht der Lakedaimoniergräber im heutigen Zustand von vorne

### Allgemeines zum Bau
Die Lakedaimoniergräber ruhen auf einem Fundament, das die Unebenheiten des Bodens ausgleicht. Darauf sind bis zu vier Schichten Steinquader erhalten, wobei die Forschung davon ausgeht, dass die oberste Steinlage verloren gegangen ist, es also ursprünglich fünf waren. Lediglich bei einem kleinen Abschnitt des Grabkomplexes, dem mittleren Kernbau, sind die Mauern bis zu einer Höhe von sechs Quadern erhalten, sodass die Anlage dort etwas höher gewesen zu sein scheint. Jede Steinschicht springt gegenüber der darunterliegenden um einige Zentimeter zurück; das gesamte Bauwerk weist also eine leichte Stufenform auf.
Für den Grabbau wurden Quader aus gelblichem Kalksandstein verwendet, die jeweils in der Mitte etwas vorspringen (Bosse), am Rand aber auf allen vier Seiten leicht abgeglättet sind (Randschlag). Das Baumaterial zumindest des südlichen Teils der Anlage war wiederverwendet, also bereits andernorts architektonisch verwendet worden. Man bemühte sich allerdings, die Spuren der älteren Nutzung zu verbergen, indem man die bereits behauenen Seiten der Steine nach innen drehte. Insgesamt waren die verwendeten Steine jedoch recht einheitlich, sodass sie vermutlich von einem einzelnen größeren Bauwerk stammten und nicht „wahllos“ zusammengesammelt worden waren. Für die Herkunft des Baumaterials käme beispielsweise der ältere Bau des nahegelegenen Pompeion in Betracht; dafür gibt es aber keine konkreten archäologischen Hinweise. Der Innenraum der Lakedaimoniergräber war mit Erde gefüllt. Spuren einer eventuellen Abdeckung haben sich nicht erhalten.

### Bauteile und -phasen

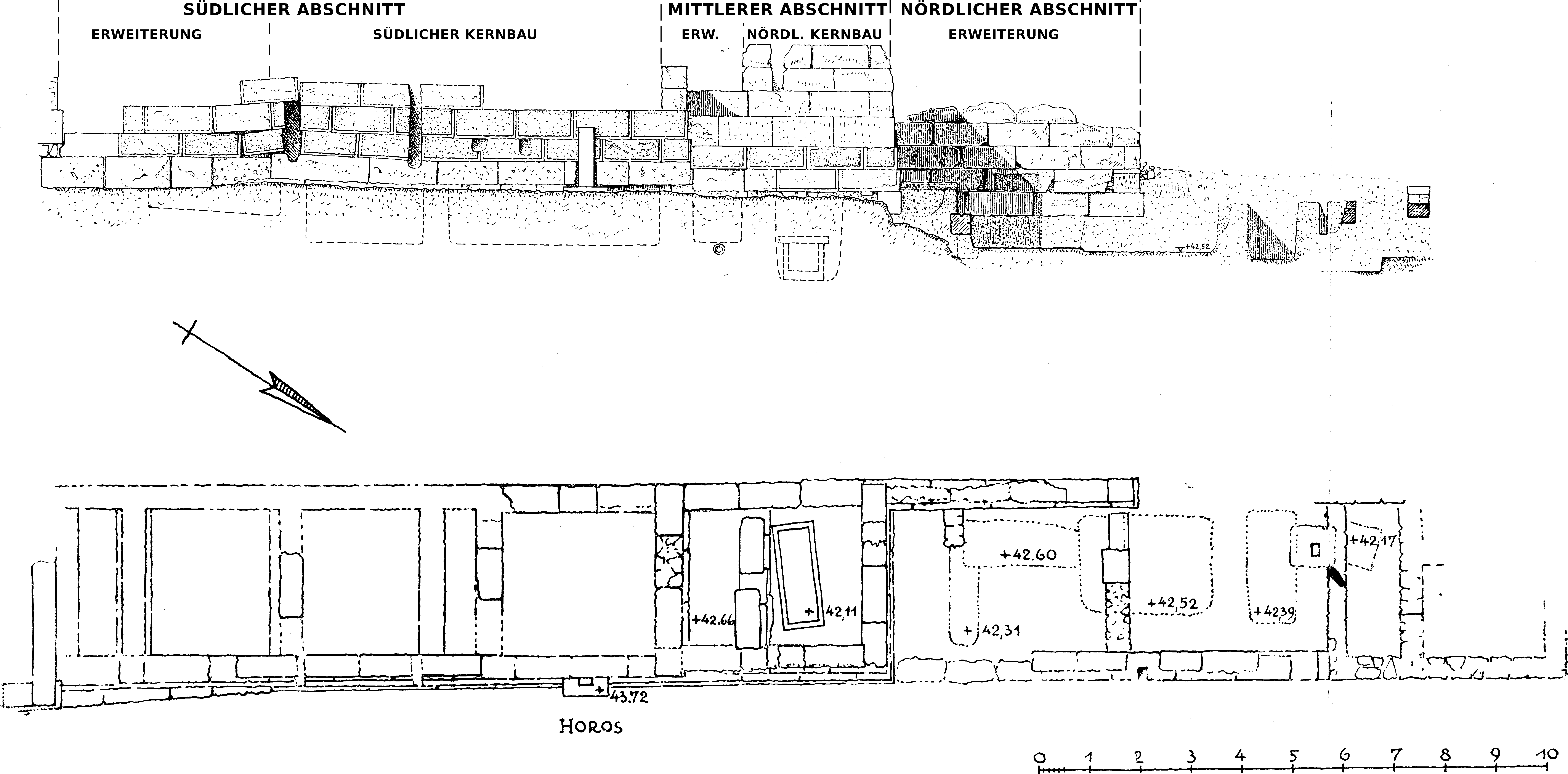
Zeichnungen des Grabungsbefundes: Frontansicht der Lakedaimoniergräber im modernen Zustand (oben) und Steinplan der Anlage (unten)

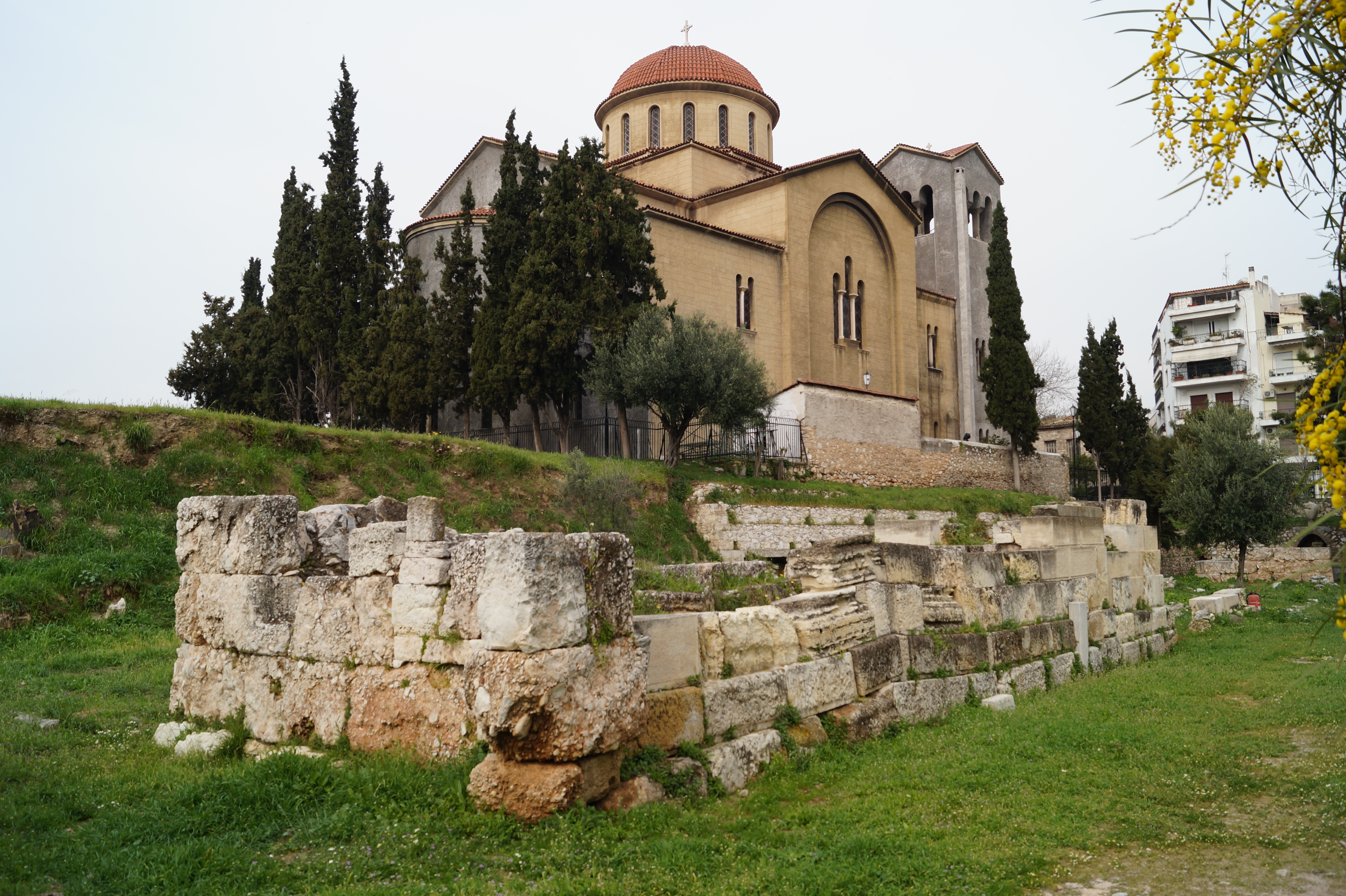
Blick auf die Grabanlage von Osten, im Vordergrund der südliche Bauabschnitt

Die einzelnen Teile des Baus werden als „nördlicher“, „mittlerer“ und „südlicher“ Abschnitt bezeichnet, wobei außer Acht gelassen wird, dass die Grabanlage nicht exakt in nordsüdlicher Richtung errichtet wurde. In Wirklichkeit zeigt der nördliche Abschnitt leicht nach Nordwesten, der südliche entsprechend nach Südosten. Ebenso unpräzise wird die der Straße zugewandte Seite als östliche, die der Straße abgewandte als westliche angesprochen.

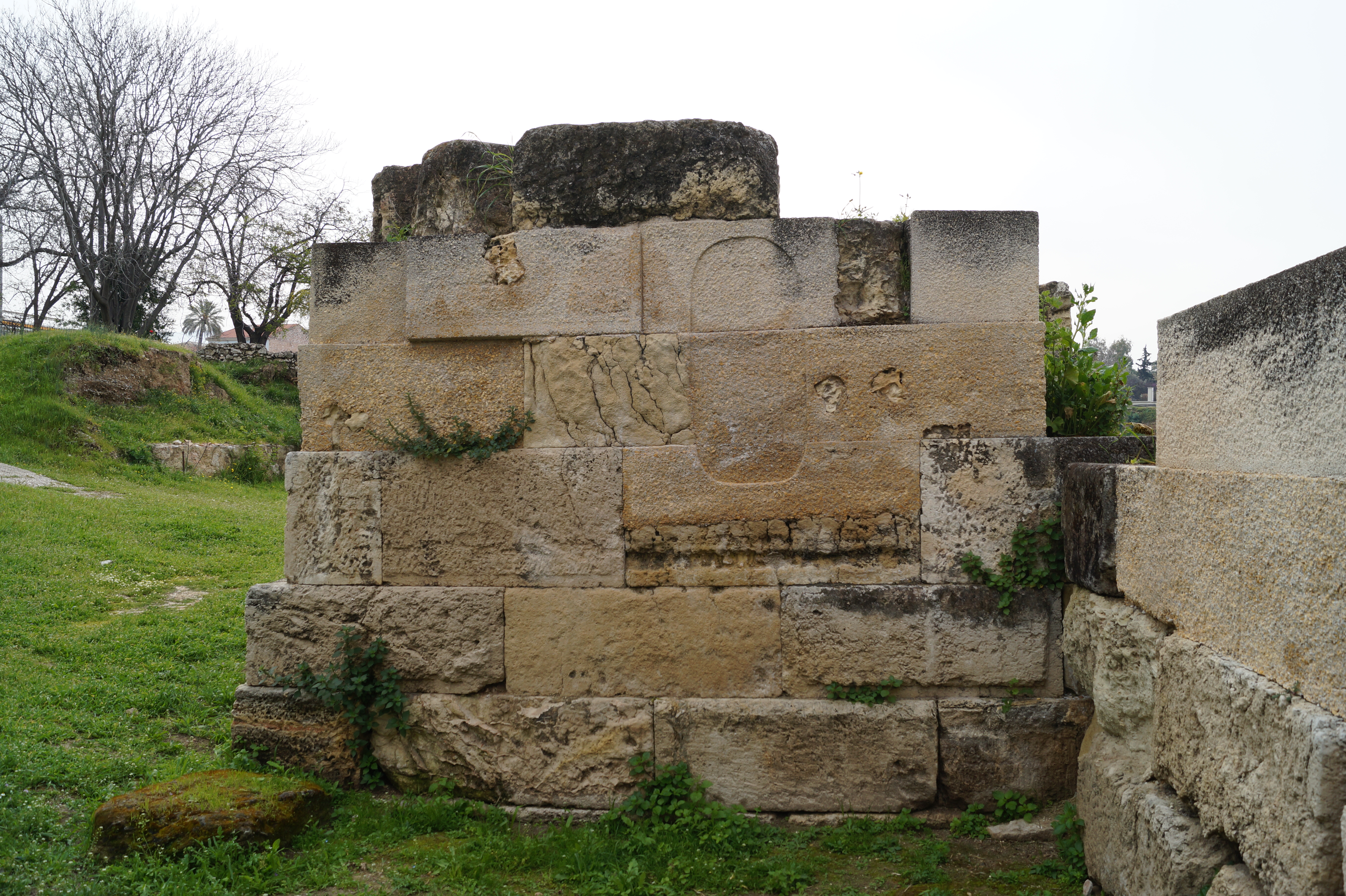
Nördliche Seitenwand des mittleren Bauabschnitts (das am höchsten erhaltene Mauerstück der Lakedaimoniergräber), rechts im Bild die Rückwand des nördlichen Bauabschnittes

Der 4,85 Meter breite nördliche Abschnitt ist nur sehr unvollständig erhalten. Es steht nur noch ein Teil der Westwand und ein einziger Stein, der wohl zur Ostwand gehörte. Am nördlichen Ende der Westwand finden sich im Mauerwerk Anschlussflächen, die nahelegen, dass dort die nördliche Abschlusswand der Anlage ansetzte. Demnach ist die rückwärtige Wand des Nordabschnittes wohl in voller Länge erhalten. An ihrem südlichen Ende stößt sie an den sich dort anschließenden Bauabschnitt an, ohne in dessen Mauerwerksverband integriert zu sein. Demnach dürfte sie erst nachträglich dort angefügt worden sein, sodass der nördliche Abschnitt der Lakedaimoniergräber wohl jünger ist als der mittlere. Es soll noch eine spätere Ergänzung dieses Nordbaus nach Norden hin gegeben haben, die jedoch nur auf Grabungsfotos durch dort sichtbare, heute aber unter der Erde liegende Fundamente nachzuweisen ist, von der sich also kein aufgehendes Mauerwerk erhalten hat.
Der mittlere Bauabschnitt ist am besten erhalten: dort ist die Anlage heute noch teilweise bis zu sechs Steinschichten hoch. Ursprünglich befand sich dort ein kleiner Kernbau von 3,30 Metern Breite und 4,15 Metern Tiefe, der eigenständig stand. Später wurden an ihn zwei kurze Mauern nach Süden hin angefügt, um ihn mit dem dortigen Mauerwerk zu verbinden. Dass diese beiden Verbindungsmauern erst später an den Kernbau angeschlossen wurden, ist von der Außenseite nicht zu erkennen, da die Steine dort in die bestehende Mauer integriert wurden und ineinandergreifen. Zu erkennen ist die Baureihenfolge nur daran, dass die Südwand des mittleren Kernbaus stufenartig angelegt ist, also ursprünglich als eine Außenwand gedacht war. Erst später wurde sie dann anscheinend durch die entsprechenden Mauern mit dem südlichen Abschnitt verbunden.
Der 12,50 Meter breite südliche Abschnitt der Lakedaimoniergräber ist der längste Teil des Denkmals. Er besteht wie der mittlere Abschnitt aus einem Kernbau und einer Erweiterung, allerdings hat man auch hier den später angebauten südlichen Teil gut in das bereits bestehende Mauerwerk integriert. Das Fundament des südlichen Ergänzungsbaus besteht nicht wie das restliche Fundament der Lakedaimoniergräber aus Bruchstein, sondern aus großen Kalkstein- beziehungsweise Breccia-Blöcken. Außerdem reicht es deutlich weniger tief in die Erde und knickt leicht nach Osten, also zur Straße hin ab. Möglicherweise stand dort vorher ein anderer, eigenständiger Bau, der leicht anders ausgerichtet war und dessen Fundament für das neu errichtete Grabmal übernommen wurde. Dieser Anbau des südlichen Abschnitts dürfte angesichts seines höheren Fundamentes jünger sein; er ist in sich noch einmal durch eine Innenmauer unterteilt. Die erhaltene Inschrift der Lakedaimoniergräber (siehe Abschnitt Grabinschrift) wird in der Regel als Gesims des südlichen Abschnittes angesehen, das die Quadermauer oben abgeschlossen habe. Dass darüber noch weitere Bauelemente oder Inschriftensteine gefolgt seien, gilt als unwahrscheinlich.
Insgesamt bestehen die Lakedaimoniergräber also aus zwei Kernbauten – dem Kernbau des mittleren Abschnitts, auch als „Turm“ bezeichnet, und dem langen Kernbau des südlichen Abschnitts – sowie aus drei „Erweiterungsbauten“ – dem nördlichen Abschnitt, dem schmalen Zwischenraum zwischen den beiden Kernbauten sowie der zweigeteilten Erweiterung des südlichen Abschnitts. Welcher der Kernbauten zuerst existierte und in welcher Reihenfolge die Ergänzungen und Verbindungen hinzukamen, ist ungeklärt. Der Unterschied zwischen den Niveaus der Fundamente und vor allem der Gräber könnte ein Hinweis darauf sein, dass die verschiedenen Teile des Baus in einem gewissen zeitlichen Abstand zueinander angelegt wurden und sich zwischendurch das allgemeine Bodenniveau der Gegend angehoben hatte. Jutta Stroszeck dagegen ordnet die Bauphasen sehr nahe beieinander ein. Demnach seien die ersten lakedaimonischen Gefallenen des Kriegsjahres 403 v. Chr. in den früheren Teilen der Anlage bestattet worden, für die später Gefallenen oder an Verwundungen Erlegenen seien noch im gleichen Jahr die Ergänzungsbauten errichtet worden. Außerdem befanden sich auch nach der Beendigung des athenischen Bürgerkrieges Spartaner in der Stadt, die dort die Durchsetzung der Friedensbeschlüsse, darunter einer weitreichenden Amnestie, überwachten. Es könnte auch sein, dass es auch unter diesen Personen Todesfälle gab, für die dann eine Erweiterung der Lakedaimoniergräber angelegt wurde.
Die neuesten Ausgrabungen in den Jahren 2008/2009 haben gezeigt, dass vor Errichtung der steinernen Anlage zunächst vorläufige Grabbauten über einigen der Skelette angelegt worden waren, die dann aber nach kurzer Zeit abgerissen und planiert wurden, um Platz für die heute noch sichtbaren Baustrukturen zu schaffen: Über der nördlichen Hälfte des südlichen Kernbaus sowie über dem südlichen Erweiterungsbau befanden sich anfangs Lehmbauten, die dazwischen befindliche südliche Hälfte des südlichen Kernbaus war für kurze Zeit mit einem kleinen Grabhügel bedeckt.

## Grabinschrift

Inschrift der Lakedaimoniergräber, auf dessen Frontmauer aufgestellt; im Vordergrund ist der Grenzstein der Kerameikos-Straße zu sehen

### Beschreibung
Entscheidend für die historische Einordnung der Lakedaimoniergräber ist eine Inschrift, die am 7. oder 8. April 1930 in der Nähe des Bauwerkes in einer späteren Mauer verbaut gefunden wurde. Sie fand sich 4,50 Meter nordöstlich des Grenzsteins aus dem 4. Jahrhundert (siehe unten im Kapitel Archäologischer Kontext) und 1,50 Meter oberhalb des ursprünglichen Straßenfundamentes der Kerameikos-Straße, wo sie in einer Mauer aus römischer Zeit als Spolie weiterverwendet war. Heute befindet sich der Stein im Kerameikos-Museum. Es handelt sich um eine flache Platte aus weißblauem hymettischem Marmor, die allerdings nicht vollständig erhalten ist, sondern links eine Bruchstelle aufweist. Sie ist 16,5 cm hoch, 41 cm tief und der erhaltene Teil ist 2,10 Meter breit. Auf der ordentlich geglätteten Unterseite des Steines befinden sich zwei rechteckige Einlassungen mit einer Breite von 17 und 14 Zentimetern, die wohl von einer früheren oder späteren Verwendung herrühren. Sie könnten darauf hindeuten, dass der Block zu dieser Zeit als Halter für (Grab-)Stelen diente, die mit einem Metallzapfen in den beiden Löchern befestigt waren. Demnach handelt es sich bei der Nutzung als Baumaterial für die römerzeitliche Mauer mindestens um dessen dritte Verwendung nach derjenigen als Stelenbasis und der als Inschriftenfries der Lakedaimoniergräber, wobei die Reihenfolge der beiden ersten Nutzungen nicht zu klären ist.
Die Inschrift ist von rechts nach links geschrieben, was in frühen Griechisch noch relativ gebräuchlich war, aber für die klassische Zeit, in die die Inschrift und die Lakedaimoniergräber datiert werden, sehr ungewöhnlich ist. Der erhaltene Text umfasst zwei groß eingemeißelte Buchstaben mit einer Buchstabenhöhe 5 cm, nämlich ein Lambda und ein Alpha, die wohl Teil eines über den kompletten Stein geschriebenen Wortes waren. Zwischen dessen Buchstaben befinden sich in halb so großer Schrift jeweils Namen, wobei die beiden erhaltenen mit dem Amtstitel „Polemarch“ versehen sind: „ΘΙΒΡΑΚΟΣ ΠΟΛΕΜΑΡΨΟΣ“ („Polemarch Thibrachos“) und „ΨΑΙΡΩΝ ΠΟΛΕΜΑΡΨΟΣ“ („Polemarch Chairon“). Ganz links ist auf dem Stein auch noch die schräge Haste eines Buchstabens erhalten, mit dem der (von rechts gezählt) dritte Name auf dem Stein begann. Die frühere Forschung deutete diesen Buchstaben als My, mittlerweile gilt auch ein Lambda als plausibel. Die Inschrift ist nicht in der attisch-ionischen Form des altgriechischen Alphabetes abgefasst, wie sie etwa in Athen Verwendung fand, sondern in dem in Sparta üblichen peloponnesischen Alphabet, bei dem statt Chi ein Psi geschrieben wurde.

### Ergänzung und Rekonstruktion
Die bei den Lakedaimoniergräbern gefundene Inschrift nennt offenkundig die beiden spartanischen Polemarchen des Jahres 403 v. Chr., die durch Xenophon bekannt sind. Sollte es sich bei dem nur noch zu einem kleinen Teil lesbaren Buchstaben an der Bruchstelle des Steines um ein Lambda handeln, stand dort vermutlich der Name des Olympiasiegers Lakrates, der dritten von Xenophon genannten Person. Werner Peek ging sogar davon aus, dass Xenophon für die Erstellung seines Werkes die Namen der Gefallenen von den Lakedaimoniergräbern abgeschrieben hat. Die einzigen Spartaner, für die überhaupt Grabinschriften angefertigt werden durften, waren in der Schlacht gefallene Soldaten (und eventuell Frauen, die im Kindbett gestorben waren).
Die beiden großen Buchstaben Lambda und Alpha sind der Anfang eines längeren Wortes, das anscheinend nach links weiterging. Als Ergänzung wird „ΛΑ[κεδαιμονίων]“ („[die Stadt] der Lakedaimonier“) angenommen, also der Genitiv Plural der offiziellen Bezeichnung für die Polis Sparta, wie er in einer Inschrift an einer solchen Stelle zu erwarten wäre. Zwischen den restlichen Buchstaben dürften weitere Personennamen gestanden haben, sodass man insgesamt auf 13 oder 14 Namen in der gesamten Inschrift kommt. Wenn die 13 Buchstaben des Wortes „Λακεδαιμονίων“ in gleichmäßigen Abständen auf dem Stein standen, wie der Ausgräber Alfred Brueckner in einem Eintrag in sein Grabungstagebuch vermutete, lässt sich die Größe der Gesamtinschrift hochrechnen und mit 12,37 Metern rekonstruieren. Daraus folgend vermutete er, dass die Inschrift das Gesims der Lakedaimoniergräber bildete. Deren südlicher Teil ist 12,45 Meter lang, sodass sich die vermutete Größe der Grabinschrift dort gut eingliedern würde.
Alexander von Kienlin hat bei einer erneuten Untersuchung des Steins jedoch festgestellt, dass Brueckner von etwas ungenauen Messwerten am Stein ausging und sich daher bei seiner Berechnung um insgesamt 27 Zentimeter vertan hat. Demnach müsste die Inschrift hochgerechnet insgesamt 12,64 Meter lang gewesen sein. Außerdem hat von Kienlin darauf hingewiesen, dass die rechte Seite des Steins eine Anathyrosis aufweist, also etwas vertieft ist. Diese Technik wurde in der Antike angewendet, damit zwei Steine einer Mauer sauber aneinander anschlossen – auch auf den Inschriftenstein von den Lakedaimoniergräbern muss also rechts noch ein weiterer Stein gefolgt sein. Damit passt der gesamte rekonstruierte Fries aber weder auf den südlichen Kernbau des Grabes noch auf einen anderen Bauteil dort. Damit ergaben sich für von Kienlin zwei Möglichkeiten: Entweder die Grabinschrift gehöre nicht zu den benachbarten Lakedaimoniergräbern oder die bis dahin nicht infrage gestellte Ergänzung der Inschrift sei falsch. Statt „Lakedaimonion“ erwägt er dort eine andere Bezeichnung für die Spartaner, nämlich „Λάκωνες“ („Lakones“). Damit könne man eine weit geringere Größe für die ursprüngliche vollständige Inschrift anzunehmen, und die architektonische Rekonstruktion wäre problemlos möglich. Gegen diesen Ansatz spricht jedoch, dass es sich bei „Lakones“ um eine umgangssprachliche Kurzform handelt, die auf einer Grabinschrift äußerst untypisch wäre. Trotz dieser Einwände wird die Zusammengehörigkeit von Inschrift und Grabbau weiterhin als sicher angesehen, auch wenn die genaue architektonische Rekonstruktion unklar bleibt.
Warum die Inschrift von rechts nach links verfasst war, obwohl das im 5. Jahrhundert v. Chr. längst nicht mehr üblich war, ist nicht sicher. Unter anderem wurde die Theorie aufgestellt, dass sich der Text an einem Passanten orientiert habe, der aus Richtung der Akademie auf die Stadt zugelaufen sei und die großformatige Grabbezeichnung dann in der richtigen Richtung hätte lesen können. Zielpublikum seien demnach eher die Besucher Athens als die Einheimischen gewesen. Auch ist es möglich, dass es sich lediglich um einen bewussten Anachronismus handelt; die Motive dafür liegen jedoch ebenfalls im Dunkeln. Franz Willemsen vermutete, dass die Lakedaimoniergräber Teil einer größeren symmetrisch konstruierten Anlage gewesen seien (siehe unten das Kapitel Archäologischer Kontext) und der gefundene Inschriftenblock deshalb weiter im Norden ein noch nicht aufgefundenes rechtsläufiges Pendant gehabt hätte.

## Gräber

### Skelette
In den Lakedaimoniergräbern wurden über 20 Körperbestattungen freigelegt, wobei es sich durchgehend um männliche Skelette handelt. Durch das mehrfache Ausgraben und Wiederzuschütten waren die Knochen bereits in den 1930er Jahren stark beschädigt. Für die individuelle Untersuchung wurden die Toten durchnummeriert, wobei die Nummerierung nicht konsequent in eine Richtung erfolgt, sondern durch die Reihenfolge der Ausgrabungen bedingt ist. Die Frontmauer der Lakedaimoniergräber steht teilweise auf den zugeschütteten Gruben, in denen die Beisetzungen erfolgten; die Bestattungen müssen also im Regelfall vor der Errichtung des Bauwerkes stattgefunden haben.
Im mittleren Kernbau, dem „Turm“, befand sich nur ein einziges Grab, bei dem es sich noch dazu um die einzige Sarkophagbestattung der Anlage handelt (Skelett 15). Der marmorne Sarg ist außen unverziert, im Inneren dagegen mit Stuck versehen. Alle restlichen Toten wurden einfach in die Erde gelegt. Im südlichen Kernbau wurden neun Menschen bestattet, wobei ihre Leichname durch eine kleine Trennmauer in zwei Gruppen aufgeteilt wurden, eine Sechsergruppe (Skelette 1–6) und eine Dreiergruppe (Skelette 7–9). Die drei separiert liegenden Skelette weisen einen größeren Abstand zueinander auf und sind mit mehr Sorgfalt gebettet, was auf soziale Unterschiede zu den restlichen Toten hindeutet.
Im mittleren Erweiterungsbau, zwischen den beiden Kernbauten, befindet sich eine weitere Bestattung (Skelett 16). Die dafür angelegte Grube reicht relativ tief, ihr zeitlicher Abstand zur Errichtung der beiden Kernbauten scheint also recht gering zu sein. Zum Schutz des Leichnams waren über den Körper sechs Dachplatten spitzwinklig aneinander gelehnt worden; das Kopf- und das Fußende dieser Konstruktion waren jeweils mit einer weiteren Dachplatte verschlossen. Im südlichen Erweiterungsbau sind – in deutlich geringerer Tiefe als in den anderen Bauteilen, entsprechend den wesentlich flacheren Fundamenten dort – noch einmal fünf Skelette freigelegt worden (Skelette 10–14). Einer dieser fünf Toten (Skelett 14) ist durch die innere Trennmauer dieses Bauabschnittes von den anderen vieren separiert und lag noch einmal höher als die restlichen. Im nördlichen Abschnitt der Lakedaimoniergräber sind insgesamt acht Bestattungen ausgegraben worden, von denen aber nur eine (Skelett 17) ganz sicher in die Erbauungszeit der Anlage gehört. Sechs Tote (Skelette 19–24) liegen in zwei Gruben, die unter der (vermuteten) nördlichen Abschlussmauer hindurchreichen, sodass ihre Zugehörigkeit zum ursprünglichen Bauwerk angezweifelt wird. Einem von ihnen fehlt der komplette linke Überaugenbogen, der ihm anscheinend in einer Kampfsituation mit einem Schwert abgetrennt wurde. Das achte Skelett im Nordbau schließlich liegt auf einem höheren Niveau und quer zu allen anderen Gräbern parallel zur Straße (Skelett 18) und ist damit sicher nicht Teil der ursprünglichen Anlage. Da bei ihm aber eine Pfeilspitze im Ellenbogenbereich des rechten Arms gefunden wurde, scheint es sich ebenfalls um einen gefallenen Krieger zu handeln. Im Gegensatz zu fast allen eigentlichen Bestattungen der Lakedaimoniergräber wurde ihm eine Beigabe ins Grab gelegt, eine Strigilis aus Bronze.
Mit Ausnahme des quer zu den anderen bestatteten Skeletts 18 sind alle genannten Gräber nach dem gleichen Prinzip angelegt worden: Die Leichen wurden mit dem Kopf zur Straße hin auf den Rücken in die Grabgrube gelegt. Aus der Anordnung der Knochen lässt sich rekonstruieren, dass sie dabei jeweils in ein Tuch eingewickelt waren, das nach einiger Zeit verrottet ist. So fielen etwa die Knöchel nicht zur Seite, sondern nach unten. Der Kopf der Leichname wurde auf ein Kopfkissen gelegt, das wiederum auf einem kleinen Stein abgelegt war. Die Kissen haben sich genauso wenig wie die Leichentücher erhalten, sodass zum Zeitpunkt der Ausgrabung nur noch der Stein unter beziehungsweise neben dem Schädel aufgefunden wurde. Die drei Skelette des südlichen Kernbaus, bei denen schon der größere Abstand zwischen den Bestattungen eine symbolische Hervorhebung darstellt, bekamen als weitere Auszeichnung zwei Steine statt einen unter ihr Kopfkissen gelegt. Diese Befunde entsprechen dem, was aus schriftlichen Quellen über spartanische Grabbräuche bekannt ist. Zu deren Üblichkeiten gehörten sowohl die Ablage des Kopfes auf einem Kopfkissen, das durch einen Stein gestützt wurde, als auch die grundsätzliche Gleichbehandlung aller Toten und das Einwickeln der Leichname in ihre typischen roten Mäntel (Phoinikis).
Die 13 bis 14 Personennamen, die auf der Inschrift rekonstruiert werden, entsprechen genau der Zahl gefundener Skelette im südlichen Kern- und Erweiterungsbau, was die Vermutung stützt, dass die Grabinschrift genau zu diesem Bauteil gehörte (siehe aber die architektonischen Einwände im Abschnitt Grabinschrift). Ebenfalls den spartanischen Üblichkeiten entsprach es, ungeachtet der prinzipiellen Gleichbehandlung aller, bei der Bestattung ganz besonders herausragende Staatsmänner und Krieger bei der Bestattung gegenüber ihren Landsleuten auszuzeichnen. So hat schon der Ausgräber Alfred Brueckner die plausible These aufgestellt, dass es sich bei den Skeletten 7–9 im südlichen Kernbau mit ihrem größeren Abstand zueinander und den zwei Steinen unter dem Kopf um die drei von Xenophon genannten Gefallenen handelt, die Polemarchen und den Olympioniken. Gestützt wird diese These dadurch, dass sich über diesen drei Skeletten vor Errichtung des steinernen Südbaus ein Tumulus (Grabhügel) befand, während über den benachbarten Skeletten 1–6 und 10–14 für diese Zwischenphase lediglich Lehmstrukturen nachweisbar waren. Das Skelett 9, das noch einmal durch einen Bruchstein von den beiden anderen abgetrennt ist, wurde bei einer anthropologischen Untersuchung auf 18–20 Jahre geschätzt, die Skelette 7 und 8 dagegen auf 25–30 beziehungsweise 25–35 Jahre. Demnach könnte es sich bei letzteren beiden um die militärischen Führer des spartanischen Heeres, Tibrakos und Chairon, handeln, bei dem dritten Leichnam um den Leibgardisten des Königs, Lakrates. Alternativ wurde aber auch vorgeschlagen, dass es sich bei dem völlig separiert im mittleren Kernbau beerdigten Skelett 15 um Lakrates handelte, da diese Bestattung als einzige der Lakedaimoniergräber in einem Sarkophag erfolgte und noch dazu eine Grabbeigabe erhielt. Aus Sparta ist bezeugt, dass dort Olympiasieger besonders reich bestattet wurden. Für den Leichnam 15 wurde ein Todesalter von etwas über 20 Jahren ermittelt. Falls der abgebrochene Buchstabe auf der Grabinschrift ein Lambda war und demnach dort nach den beiden Polemarchen Lakrates genannt wurde, müsste man seine Bestattung jedoch im südlichen Abschnitt verorten (ihn also mit Skelett 9 identifizieren), da der Stein mit der Inschrift architektonisch nicht auf dem mittleren Kernbau rekonstruiert werden kann. Franz Willemsen wiederum hat 1977 versucht, den benachbarten Rundbau am dritten Horos als Grablege des Lakrates zu identifizieren (siehe unten im Kapitel Archäologischer Kontext), seine Vorschläge wurden aber überwiegend abgelehnt. Auch die Erweiterungsbauten der Lakedaimoniergräber weisen jeweils zwei Grabgruben auf, die anscheinend gleichzeitig miteinander errichtet wurden und demnach möglicherweise ebenfalls der sozialen Hervorhebung einzelner Bestatteter dienten.

### Waffenfunde
Zwischen den Knochen wurden in den Lakedaimoniergräbern einige metallene Waffenteile gefunden. Fünf davon sind Pfeilspitzen, die sich an den Beinen und im Kopfbereich von Skeletten gefunden haben. Davon sind aber bislang nur zwei wissenschaftlich publiziert. Es handelt sich bei diesen beiden um kurze und leichte dreiseitige Pfeilspitzen aus Bronze, die keinen länglichen Tüllenteil zum Aufsetzen auf den Pfeil besaßen, sondern bei denen direkt das spitze Ende zu diesem Zweck ausgehöhlt war. Diese kurze Form der Pfeilspitzen hatte sich ab den Perserkriegen Anfang des 5. Jahrhunderts v. Chr. durchgesetzt und ist bis weit ins 4. Jahrhundert v. Chr. belegt. Die beiden Exemplare aus den Lakedaimoniergräbern weisen eine Länge von 1,5 beziehungsweise 1,7 cm auf, eines war mit Widerhaken versehen. Sie wurden am rechten Bein des Skelettes 12 gefunden, eine im Schienbein und eine am Oberschenkel nahe dem Hüftgelenk. Dort waren sie für den Kämpfer wohl nicht tödlich, könnten ihn aber an der Flucht gehindert haben, als die Spartaner sich zurückziehen mussten, und damit indirekt für seinen Tod verantwortlich gewesen sein. Die Unterschenkel waren bei griechischen Soldaten besonders gefährdet, da sie nicht durch die Rundschilde geschützt wurden. Einzelne, bislang nicht publizierte Pfeilspitzen haben sich außerdem im Fußbereich von Skelett 10, am Schädel der Sarkophagbestattung (Skelett 15) und im linken Brustkorb des Leichnams im mittleren Erweiterungsbau (Skelett 16) gefunden.
In der Brust des Skelettes 3 im südlichen Kernbau wurde eine Eisenspitze von 17,1 cm Länge gefunden, die wohl direkt in dessen Herz eingedrungen war. Der obere spitze Teil ist massiv und vierkantig, die untere Hälfte besteht aus der runden Tülle, die an einer Seite einen Schlitz aufweist. Es ist unklar, ob es sich bei dem Objekt um die Spitze eines Wurfspeers oder um einen Sauroter, also einen Lanzenschuh, handelt. Diese waren bei griechischen Lanzen üblich und sorgten nicht nur für den Halt der Waffe auf der Erde, sondern konnten auch zum Angriff genutzt werden, wenn beispielsweise die obere Spitze abbrach. Für diese Deutung des Objekts spricht sein vergleichsweise großer Tüllendurchmesser. Andererseits ist es wahrscheinlich, dass ein athenischer Soldat seine Lanze nach der Benutzung – anders als einen geworfenen Speer – wieder mitnahm, sofern der Lanzenschuh nicht zu fest im Körper des Feindes feststeckte.
Hinzu kommt noch ein Eisenstück von 21,7 cm Länge, das die Form eines langgezogenen Trapezes aufweist und ein Stück über den Skeletten gefunden wurde. Daher ist nicht klar, ob es tatsächlich zu den bestatteten Spartanern gehört oder nicht eher der Rest einer anderen Bestattung ist. Es könnte sich um den Rest der Klinge eines Schwertes handeln, aber auch diese Deutung ist nicht sicher.
Es wird vermutet, dass die Wunden der gefallenen Lakedaimonier bei der Bestattung präsentiert wurden, um ihre Tapferkeit hervorzuheben. Das könnte erklären, dass die Waffen nicht entfernt wurden und mit ins Grab gelangten.

### Gefäßfunde
In der gesamten Anlage wurde als einzige Beigabe ein Alabastron gefunden, also ein Fläschchen zur Aufbewahrung von Ölen und anderen kostbaren Essenzen. Das Exemplar aus den Lakedaimoniergräbern besteht aus Alabaster, misst in der Höhe 19,2 cm und wurde in dem Sarkophag bei der Einzelbestattung freigelegt. Zwei rotfigurige Lekythen, die in internen Unterlagen der Kerameikos-Grabung dem Grab 24 zugeordnet werden, sind in den Berichten des Ausgräbers nicht erwähnt und gehören daher vermutlich nicht zu den Lakedaimoniergräbern. Das weitgehende Fehlen von Grabbeigaben ist für Sparta charakteristisch. Stattdessen wurde in den höheren Erdschichten sämtlicher Bauteile einiges an Keramik gefunden, bei der es sich aber nicht um Beigaben handelt, sondern um Geschirr für die Opferzeremonien, die in der Zeit nach der Beisetzung am Grab durchgeführt wurden. Wegen einer Wasserleitung, die später in der Antike quer durch die Erdschichten des Baus gelegt wurde, sind diese Gefäße jedoch stark zerstört worden.
Systematisch publiziert ist die gefundene Keramik bislang nicht. Lediglich erwähnt wurden neun kleine Trinkschalen (Skyphoi), deren tönerne Grundfarbe beim Brand belassen worden war, sowie vier rotfigurige Trinkgefäße (Kantharoi), die alle eine ähnliche Bemalung mit der Darstellung von Kämpfen und Jagden aufgewiesen haben müssen. Die Kantharoi sind an der Unterseite vor dem Brand durchbohrt worden und dürften zwar von athenischen Produzenten stammen, aber eigens für die Bestattung angefertigt worden sein. Von einzelnen weiteren Scherben hat Kurt Gebauer Fotografien publiziert. Einige davon ließen sich zu einer Fußschale zusammensetzen, die mit schwarzgebranntem Firnis überzogen ist und zu einem charakteristischen Gefäßtypus, den sogenannten Acrocups, gehört. Diese wurden in Attika um das Jahr 400 v. Chr. produziert und scheinen mit Sparta in Verbindung zu stehen, wie aus der Darstellung einer Personifikation der Stadt auf einem anderen Acrocup hervorgeht. Eine der anderen von Gebauer abgebildeten Scherben ist der Rest eines ebenfalls in Attika produzierten rotfigurigen Glockenkraters, wie er als Gefäß zum Weinmischen Einsatz fand und stilistisch dem sogenannten Suessula-Maler oder seinem künstlerischen Umfeld zugewiesen werden kann. Auf dem Fragment abgebildet ist ein mythologisches Thema, das aus der spartanischen Vasenmalerei bekannt ist: Zu sehen ist einer der Dioskuren bei der Geburt Helenas.

Keramikscherben aus den Lakedaimoniergräbern; in der Mitte links das Krater-Fragment mit der Darstellung eines Dioskuren
Modern wieder zusammengesetzte Fragmente einer Trinkschale (Typus „Acrocup“) aus den Lakedaimoniergräbern

Einige der gefundenen Scherben lassen sich durch die Eigenheiten des Tons und des Firnis eindeutig spartanischer Produktion zuweisen. Diese Stücke sind als einzige wissenschaftlich vollständig veröffentlicht worden. Sie gehörten zu vier sehr ähnlichen Gefäßen, die sich im oberen Bereich geschwungen nach außen hin weiteten. Der Durchmesser betrug an der Mündung etwa 30 cm; nach unten verjüngten sich die Gefäße auf einen Durchmesser von etwa 15 cm; Fußfragmente sind nicht erhalten. Dem Typ nach könnte es sich um Kratere (Mischgefäße für Wein) oder Kalathoi (korbförmige Tongefäße), möglicherweise auch um die typisch spartanische Form der Lakaina gehandelt haben. Alle Stücke, bei denen ein Teil des oberen Randes erhalten ist, waren dort mit Efeumustern aus weißer Deckfarbe verziert, die jedoch heute größtenteils abgeblättert sind. Efeu galt in der antiken Ikonographie als Symbol des Gottes Dionysos. Teilweise sind bei den Gefäßresten noch Ansätze für Henkel und Zierelemente gefunden worden.
- Von Gefäß 1 sind mehrere Scherben erhalten, von denen die meisten aneinander anpassen und Reste des weißen Efeumusters zeigen. Sie gehörten zum oberen Rand des Gefäßes. Zwei weitere Fragmente lassen sich dem gleichen Gefäß zuordnen. Eines zeigt einen Kämpfer, der von hinten zu sehen ist und sich nach links wendet, sodass sein Gesicht im Profil dargestellt ist. Seine Barttracht weist ihn vermutlich als spartanischen Krieger aus, obwohl er einen attischen Helm trägt. Das letzte Fragment des Gefäßes stellt einen kurzhaarigen, bartlosen jungen Mann dar, der eine – allerdings ebenfalls nur in Deckweiß aufgebrachte und daher abgeblätterte – sehr weite Krone auf dem Kopf trägt. Dieser spezielle Kopfschmuck lässt sich mit einem jährlichen spartanischen Tanzritual in Verbindung bringen, das während der Gymnopaedien und wohl auch während der Karneia zelebriert wurde und an die Stärke sowie die militärischen Siege Spartas erinnerte. Eine solche Darstellung auf dem Opfergefäß war in der Situation des Jahres 403 v. Chr. von besonderer symbolischer Bedeutung.
- Von Gefäß 2 ist nur ein Fragment der oberen Kante erhalten, das unter der Efeu-Verzierung eine Kampfszene zeigt. Darauf ist ein rundes Objekt zu sehen, bei dem es sich möglicherweise um einen Schild handelt. Außerdem lässt sich die Haarspitze und die auf den Gegner gerichtete Lanzenspitze eines unbehelmten und kurzhaarigen, also nach spartanischen Frisurvorschriften noch nicht ausgewachsenen Mannes erkennen.
- Von Gefäß 3 ist ebenfalls nur ein Fragment der Oberkante bekannt. Unter den Efeuranken sind dort Kopf und Schulter eines springenden Hasen zu erkennen, dargestellt war demnach vermutlich eine Hasenjagd.
- Zu Gefäß 4 lassen sich mehrere Scherben zuordnen, deren Ton etwas anders gefärbt und gemagert ist als bei den anderen drei Stücken. Zwei der Fragmente zeigen zwei Hopliten, von denen sich der rechte zum linken dreht und ihn mit der Lanze angreift. Zu erkennen sind neben Teilen von beiden Schilden noch die restliche Ausrüstung des rechten Mannes, ein Schwert am Schwertgurt und ein chalkidischer Helm. Auf den restlichen Scherben sind nur nackte Beine zu sehen; auch sie dürften zu Kampfszenen gehört haben.

Was die verschiedenen Kampfdarstellungen genau abbilden sollen und ob im Einzelfall ein Lakedaimonier oder ein Gegner des spartanischen Heeres abgebildet ist, lässt sich nicht völlig klären.
Bemerkenswert ist, dass trotz der Bestattung abseits der Heimat typisch spartanische Keramik für die anschließenden Opfergaben verwendet wurde, die schon allein wegen der Bruchgefahr vermutlich nicht eigens für diesen Zweck nach Athen angeliefert wurde. Gegen einen Import aus Sparta eigens für die Bestattung spricht auch die Kurzfristigkeit, mit der zumindest die früheren Bauphasen wohl errichtet wurden. Im normalen Gepäck des lakedaimonischen Heeres befand sich wohl eher Metallgeschirr. Möglicherweise gab es Handwerker im Tross des spartanischen Heeres, die Produkte dieser Qualität herstellen konnten und die Opfergefäße in den Wochen nach der Bestattung vor Ort in Athen angefertigt haben. In diesem Fall würde es sich bei den Jagd- und Kampfdarstellungen um Darstellungen mit offiziellem Charakter handeln, die spartanische Werte und Tugenden präsentieren sollten.

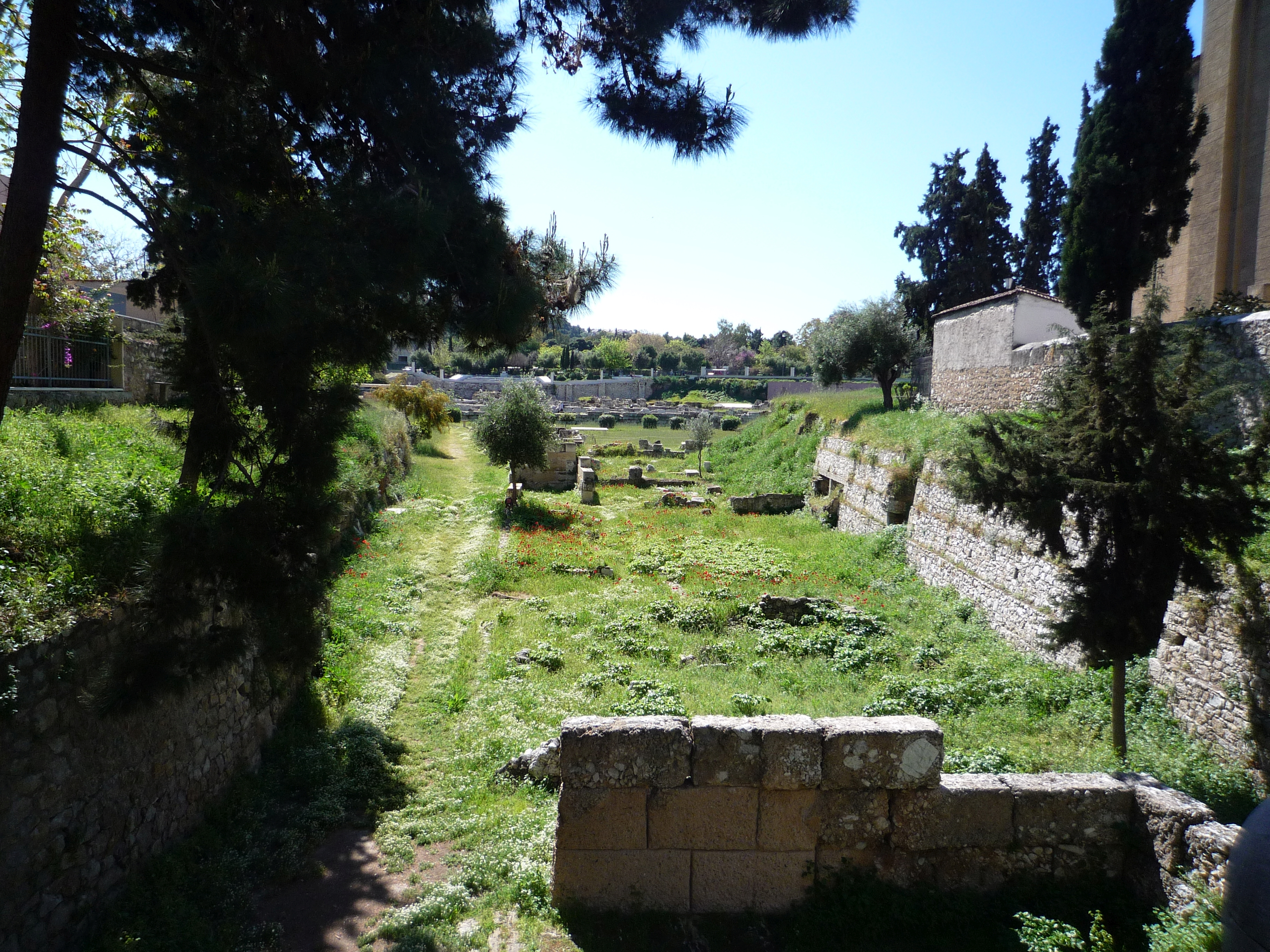
Heutiger Blick auf den ausgegrabenen Westrand der antiken Kerameikosstraße: Im Vordergrund eine Seitenmauer des Rundbaus beim dritten Horos, in der Mitte des Bildes die nördliche Schmalseite der Lakedaimoniergräber

## Archäologischer Kontext

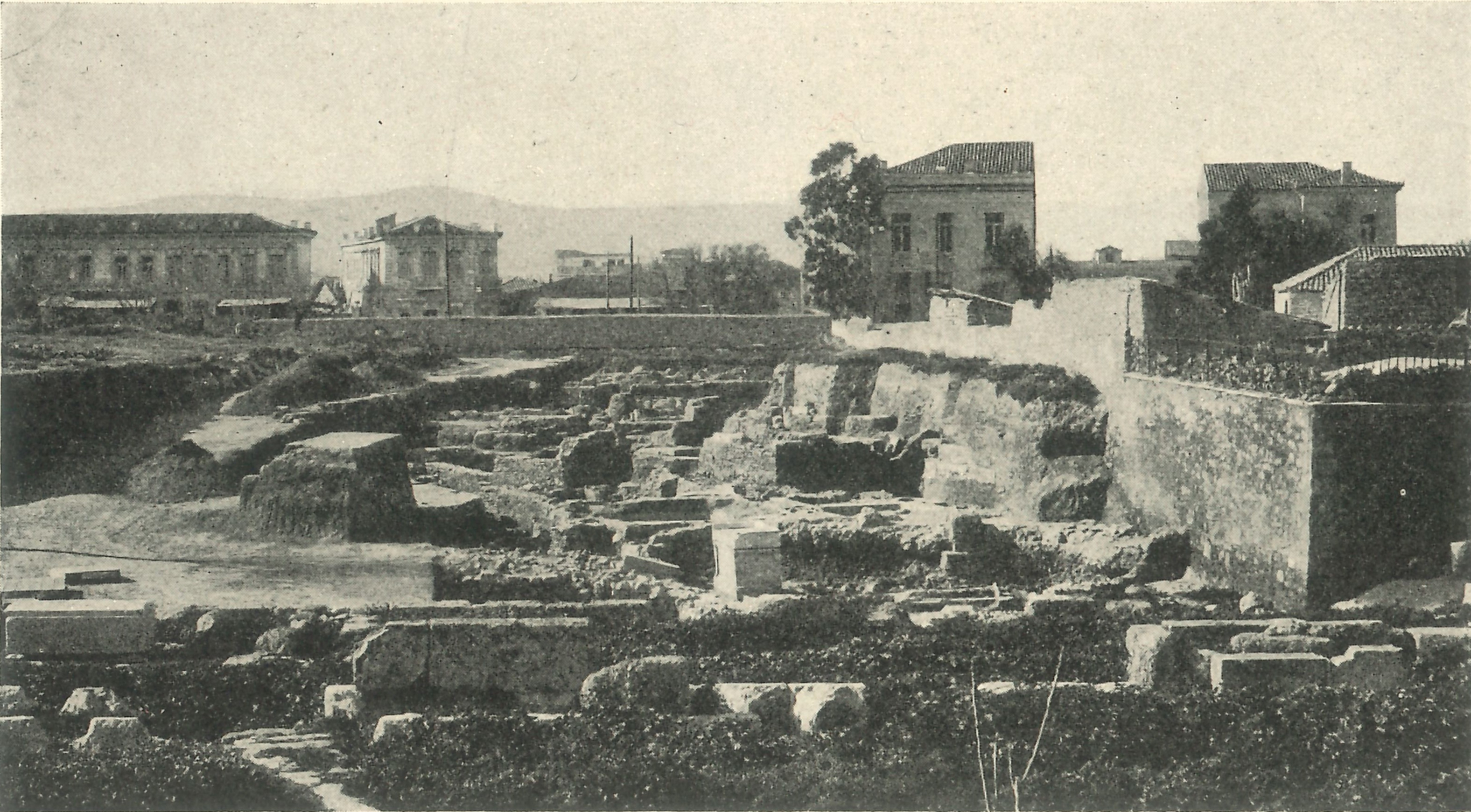
Foto der Grabungen 1914/1915: Blick vom Dipylon-Tor über den Grabungsschnitt des Deutschen Archäologischen Instituts hinweg in Richtung der Akademie

Die Lakedaimoniergräber wurden in einem Areal errichtet, das vorher vor allem durch Töpferbetriebe und Räumlichkeiten einer Badeanlage (des „Rundbades“) bebaut war. Die heute nördlich anschließenden Gebäude entstanden vermutlich etwa gleichzeitig mit dem Grab der Spartaner: Direkt an dessen nördlichem Ergänzungsbau schließt sich die „Dreikammeranlage“ an, deren Funktion nicht völlig geklärt ist, aber möglicherweise mit dem Grabkult zu tun hatte. Nördlich davon befindet sich der Rundbau beim dritten Horos, der als prunkvolles Einzelgrab oder als Siegesdenkmal (Tropaion) gedeutet wird. Südlich der Lakedaimoniergräber wurde etwa gleichzeitig mit diesen ein Verbindungsweg zwischen der Heiligen Straße und der Kerameikosstraße angelegt. Auf der gegenüberliegenden Seite dieses Weges stand ab dem 4. Jahrhundert v. Chr. ein Neubau des Rundbades.

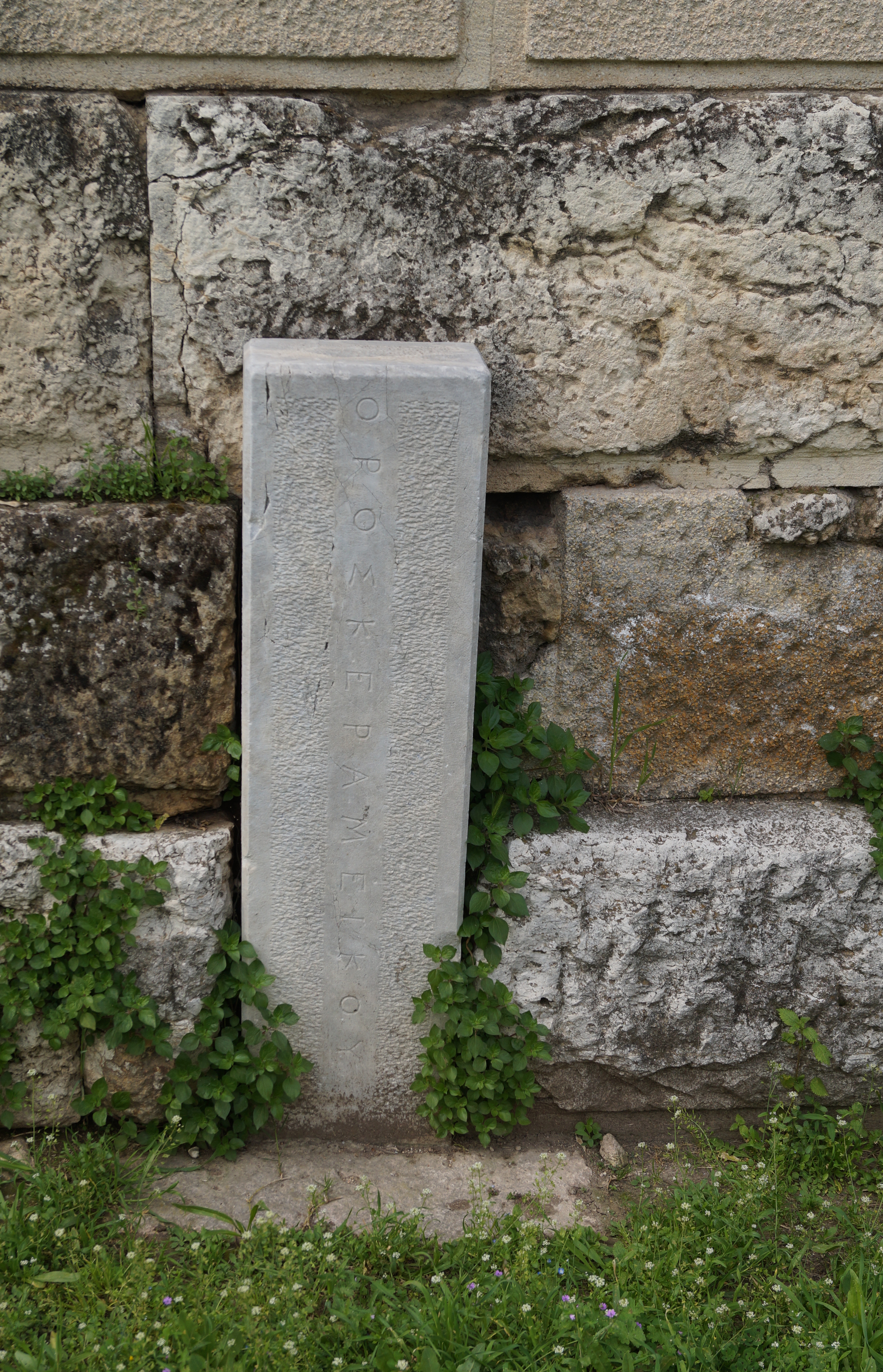
Grenzstein (Horos) der Kerameikos-Straße, in die unteren Steinschichten der Lakedaimoniergräber eingelassen

Die Abgrenzung der Lakedaimoniergräber und die Beziehungen zu den benachbarten Grablegen sind bis heute nicht völlig klar, unter anderem weil sich die einzelnen Bauphasen nur schwer in eine zeitliche Beziehung zueinander setzen lassen. Ein Großteil der früheren Forschung hat nur den südlichen Abschnitt mit insgesamt 14 Skeletten als „Lakedaimoniergrab“ bezeichnet. Mittlerweile wird jedoch angesichts der übereinstimmenden Bestattungsformen angenommen, dass alle Bestattungen vom südlichen Erweiterungsbau bis zum nördlichen Bauabschnitt einen zusammengehörigen Grabkomplex bilden und die Leichen der beim Piräus gefallenen Spartaner beherbergen. Daher wird mittlerweile auch der Pluralform „Lakedaimoniergräber“ der Vorzug gegeben. Franz Willemsen ordnete die Dreikammeranlage und den Rundbau beim dritten Horos den athenischen und sonstigen griechischen Gefallenen des Bürgerkrieges 403 v. Chr. zu. Dabei entwarf er das Modell eines systematisch geplanten, symmetrisch aufgebauten großen Begräbnisareals aus diesem Kriegsjahr. Die Grablege des Olympiasiegers Lakrates vermutet er im Rundbau und nicht in den Lakedaimoniergräbern. Seine Thesen haben in der Forschung jedoch kaum Zustimmung gefunden. Die nördlich anschließenden Bauten werden in der Regel zurückhaltender als Einzelgrablegen oder sonstige Gedenkstätten angesehen, die möglicherweise in einem Zusammenhang zum Grabbau der Spartaner stehen, aber keine feste Einheit mit diesem bilden.
Auf der Rückseite der Lakedaimoniergräber existierten schon kurz nach deren Errichtung wieder Töpfereianlagen, von denen zwei Brennöfen und ein Becken zum Abschlämmen des Tons nachgewiesen sind, und einige Gräber. Auch in den folgenden Jahrhunderten wurde das Areal hinter den Gefallenengräbern intensiv für Bestattungen (überwiegend mit Kioniskoi) genutzt, wobei die Gräber teilweise auch in die Rückmauern des spartanischen Grabbaus einschnitten. Aber auch die handwerkliche Tätigkeit setzte sich noch bis in die späte hellenistische Epoche fort, wie der Fund eines weiteren Töpferofens aus dieser Zeit belegt.
Entlang der Kerameikosstraße wurden Mitte des 4. Jahrhunderts v. Chr. einheitliche Grenzsteine (Horoi) mit der Aufschrift „ΟΡΟΣ ΚΕΡΑΜΕΙΚΟΥ“ („Grenzstein des Kerameikos“) aufgestellt, von denen einer in die unteren Quaderschichten der Lakedaimoniergräber eingearbeitet wurde. In den nächsten Jahrhunderten wurden jedoch sämtliche Anlagen am Westrand der Kerameikosstraße sukzessive von Erdschichten bedeckt, sodass auch das Niveau der in diesem Areal neu angelegten Gräber und Töpfereianlagen immer weiter anstieg. Die Straße selbst wurde verschmälert und auf ihrem ehemaligen westlichen Teil, also direkt vor der Position der Lakedaimoniergräbern, entstanden private Grabbauten. Der genaue Zeitpunkt dieser Aufschüttung ist in der Forschung stark umstritten; teils wird er noch in das 4. Jahrhundert v. Chr. datiert, teilweise erst im 1. Jahrhundert v. Chr. verortet. Im 2. Jahrhundert n. Chr. waren die Lakedaimoniergräber aber wohl völlig zugeschüttet, weshalb der Reiseschriftsteller Pausanias sie in seiner Beschreibung des Kerameikos auch nicht erwähnt.

## Forschungsgeschichte
Der Bereich des Kerameikos entwickelte sich in der 2. Hälfte des 19. Jahrhunderts zu einer der bedeutendsten archäologischen Ausgrabungsstätten Athens. 1914 nahm die Abteilung Athen des Deutschen Archäologischen Institutes ein Ausgrabungsprojekt dort auf, das mit Unterbrechungen bis heute andauert. Erklärtes Ziel des ersten Ausgrabungsleiters Alfred Brueckner war es, die von Pausanias beschriebene Staatsgräberstraße aufzufinden, da dort die Gräber historisch bedeutender Persönlichkeiten anzunehmen waren. Dafür ließ er einen langen Grabungsschnitt aus Richtung der Akademie auf das Dipylontor zu anlegen. Das dortige Areal war bereits Jahrzehnte zuvor durch den griechischen Staat den vormaligen Besitzern enteignet worden. In einer Entfernung von ungefähr 75 Metern zur Stadtmauer stieß Brueckner bereits im Frühjahr 1914 auf die heute so bezeichneten Lakedaimoniergräber. Den Innenraum des Südbaus legte er zu großen Teilen frei und fand dort 13 Skelette in ihrer streng parallelen Anordnung, wodurch eine Deutung des Bauwerks als Staatsgrab möglich wurde. Veröffentlicht wurden von seinen Ergebnissen jedoch nur kurze Notizen in der Fachzeitschrift Archäologischer Anzeiger.
Die wirkliche Identifikation der Anlage wurde erst durch die vollständige Freilegung der dazugehörigen Inschrift im Jahr 1930 möglich. Ihr folgten erneute Untersuchungen an den Lakedaimoniergräbern, bei denen die zuvor nur zu den Knien ausgegrabenen Bestattungen des Südbaus komplett freigelegt wurden. Eine dritte Öffnung erfolgte durch Kurt Gebauer, der auch die Bestattungen in den restlichen Gebäudeteilen entdeckte. Im Juli 1937 untersuchte Emil Breitinger die Skelette im Südbau anthropologisch, wobei er den „rassekundlichen“ Forschungstendenzen des Dritten Reichs entsprechend „ein[en] sehr starke[n] Einschlag nordischer Rasse“ im Körperbau der Skelette erkannte. Der Ausgrabungsleiter Gebauer und der verantwortliche Bauforscher Heinz Johannes starben jedoch während des Zweiten Weltkriegs, sodass auch zu den Ausgrabungen der 1930er und frühen 1940er Jahre jeweils nur kurze Zusammenfassungen im Archäologischen Anzeiger vorliegen. Von den Grabungsunterlagen gingen viele während des Zweiten Weltkriegs verloren; die im Magazin gelagerten Funde gerieten durcheinander und ließen sich unter den umfangreichen Depotbeständen der Kerameikos-Grabung anschließend teilweise nicht mehr identifizieren.

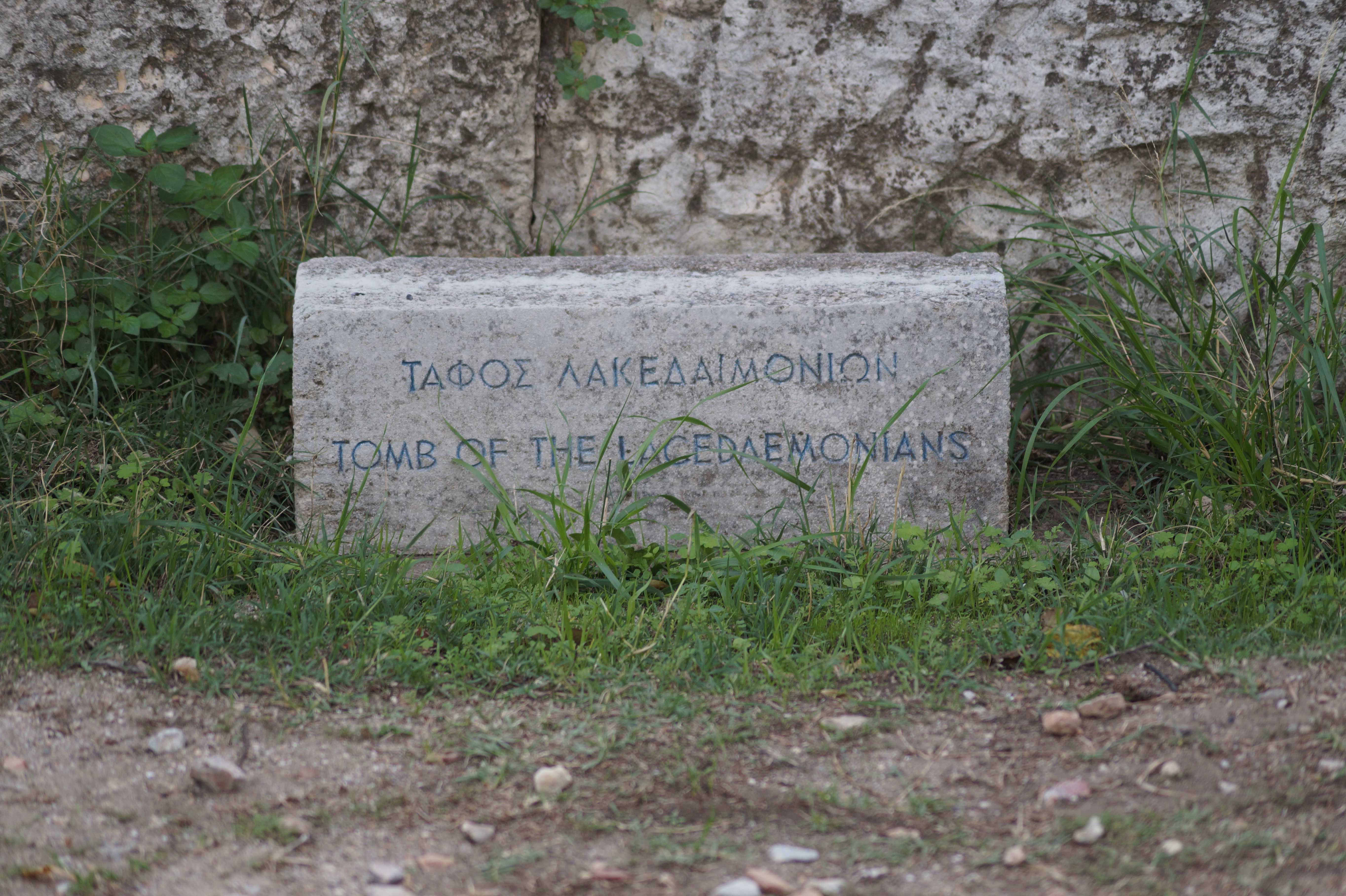
Moderner Hinweisstein vor den Lakedaimoniergräbern

Unter der Leitung von Dieter Ohly wurde daher der oberirdische Teil der Lakedaimoniergräber 1961 erneut vollständig untersucht und abgezeichnet, die Baustrukturen wurden zum Schutz vor weiterem Verfall abgestützt und restauriert. Ursula Knigge führte 1971 weitere Ausgrabungen durch, bei denen in erster Linie die unter den Grabmälern verlaufenden Wasserleitungen untersucht wurden. Erneute Analysen an den Skeletten nahmen die Anthropologen John Lawrence Angel und Sara C. Bisel vor, ihre Ergebnisse wurden jedoch nicht publiziert. Schließlich untersuchte Jutta Stroszeck die Lakedaimoniergräber erneut in den Jahren 2006–2010 in Zusammenarbeit mit dem Bauforscher Alexander von Kienlin und dem Anthropologen Theodoros Pitsios. Die Ergebnisse sind in Form von Aufsätzen publiziert worden; der ursprüngliche Plan, alle bisher freigelegten Staatsgräber des Ausgrabungsareals in einer Gesamtdarstellung zu dokumentieren, ist bislang nicht umgesetzt worden.